# Araniella maderiana
Araniella maderiana es una especie de araña tejedora de orbe del género Araniella, de la familia Araneidae, orden Araneae. Fue descrita por Kulczyński en 1905.
Se distribuye por Europa: islas Canarias y Madeira. Fue publicada en Fragmenta arachnologica. V. Bulletin International De l’Academie Des Sciences De Cracovie 1905: 231-, 250.